# Эду (деревня)
Э́ду — деревня в Гатчинском муниципальном округе Ленинградской области.

## История

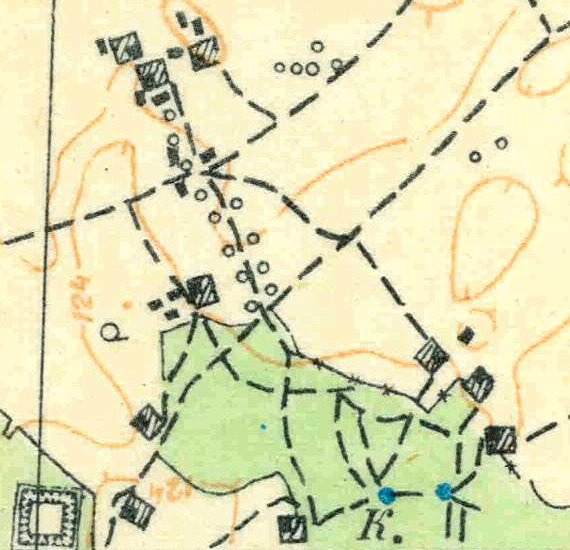
Хутора Эду. 1931 год

По данным 1966, 1973 и 1990 годов деревня Эду находилась в составе Елизаветинского сельсовета.
В 1997 году в деревне Эду Елизаветинской волости проживали 6 человек.
В 2002 году — 3 человека (русские — 2 чел., эстонцы — 1 чел.).
В 2007 году в деревне Эду Елизаветинского сельского поселения — также 3 человека.

## География
Деревня расположена в северо-западной части района на автодороге 41К-506 (Холоповицы — Шпаньково).
Расстояние до административного центра поселения, посёлка Елизаветино — 2 км.
Расстояние до ближайшей железнодорожной станции Елизаветино — 2,5 км.

## Демография
| 2007 | 2010 | 2017 |
| ---- | ---- | ---- |
| 3    | ↗4   | →4   |

### Национальный состав
Согласно данным Всероссийской переписи населения 2021 года в деревне проживали 65 человек, все русские.